# 宝暦事件
宝暦事件（ほうれきじけん）は、江戸時代中期に尊王論者が弾圧された最初の事件。首謀者と目された人物の名前から竹内式部一件（たけのうちしきぶいっけん）とも呼ばれる。
国学者、神道家の竹内式部の大義名分論の講義を受けた公卿十数人が、侍講を説いて式部の説を桃園天皇に進講させた。これを憂えた関白一条道香の京都所司代への告訴により、幕府は公卿を罷官・謹慎に、式部を京都から追放した。
後に王政復古の暁鐘と評される事件となった。

## 一連の流れ
桜町天皇から桃園天皇の時代（元文・寛保年間）、江戸幕府から朝廷運営の一切を任されていた摂関家は衰退の危機にあった。一条家以外の各家で若年の当主が相次ぎ、満足な運営が出来ない状況に陥ったからである。その一方で、桜町天皇は外戚の影響力を抑えるために儲君の「実母」を正配とする方針を打ち出して、摂関家との関係を強化する方針を打ち出していた。これに対して政務に関与できない他家、特に若い公家達の間で不満が高まりつつあった。
その頃、徳大寺家の家臣で山崎闇斎の学説（垂加神道）を奉じる竹内敬持（竹内式部）が、大義名分の立場から桃園天皇の近習である徳大寺公城をはじめ、久我敏通・正親町三条公積・烏丸光胤・坊城俊逸・今出川公言・中院通雅・西洞院時名・高野隆古らに神書・儒書を講じた。幕府の専制と摂関家による朝廷支配に憤慨していたこれらの公家たちは、侍講である伏原宣条を説き伏せて桃園天皇へ式部の学説を進講させた。特に徳大寺と久我は天皇の教育実務を担当しており、天皇や近習たちによる学習会そのものは『禁中並公家諸法度』第一条の「天子諸藝能之事、第一御學問也」の精神に適うものとされて桜町天皇の頃より盛んになっていたため、当初のうちは問題視されなかった。やがて宝暦6年（1756年）には、式部による桃園天皇への直接進講が実現する。
公家の中には、諸藩の藩士の有志を糾合し、徳川家重から将軍職を取り上げて日光へ追放する倒幕計画を構想する者まで現れた。
宝暦6年12月、武家伝奏の柳原光綱が竹内式部と彼の元に出入りする天皇近習達の動きに不審を抱き、時の関白・一条道香に対して京都所司代への相談を提案している。一条家は代々垂加神道を支援してきたが、道香は垂加神道を嫌悪しており、特に仏教排斥を公然と唱える竹内説は過激派・異端派とみなしていた。一条道香は京都所司代松平輝高と公啓法親王（輪王寺門跡）にこの問題についての相談を持ち込んだが、彼らは事態を深刻に考えていなかったらしく解決には至らなかった。
翌年宝暦7年（1757年）3月、一条道香は在任期間の長期化などを理由に近衛内前に関白を譲るが、依然として竹内式部と天皇近習達への警戒を続け、7月に一条は近衛に対して近習たちによる天皇への神書講義を中止させるように求めた。近衛は右大臣九条尚実と共に天皇の説得に乗り出し、8月16日になって天皇は近衛の説得と「実母」とされていた青綺門院（二条舎子）が仏教排除を唱える竹内説に反発しているという話を聞いて、神書講義の中止を約束した。
ところが、9月になると天皇は青綺門院に神書講義の再開の許可を求めた。驚いた青綺門院は、「関白の近衛内前の同意があれば良い」と天皇に述べつつ、武家伝奏の広橋兼胤を近衛のもとに遣わして、同意をしないように求めた。しかし近衛は宝暦8年（1758年）に入って、天皇に自分の家礼でもある西洞院時名が講師をして自分がその内容を確認することを条件に、内密で行うことを認めると伝えた。天皇はそれを受け入れた上で、3月25日に神書講義を再開した。
ところが5月になってその事実を知った一条道香は、同じ摂関家の九条尚実と鷹司輔平、天皇の「実母」である青綺門院、天皇の「生母」である大典侍姉小路定子（後の開明門院）、定子の実兄である議奏姉小路公文らに実情を報告した上で、5月29日に一条・九条・鷹司が近衛を詰問した。近衛は事実関係は認めたものの、天皇と関白の信頼関係に関わることとして天皇への中止の申し入れを拒絶したため、6月5日に予定されていた講義は実施された。激怒した一条は翌6日に九条・鷹司と共に青綺門院に進講の中止を要請し、中止を求める九条執筆の三公連署状を近衛に叩きつけた。驚いた近衛は天皇にその旨を伝え、姉小路公文の諫言もあって天皇は再度の中止を決めた。なお、当時の摂関家のうち、二条重良は当時8歳であったため本事件には関わっていない。ただし、宝暦4年（1754年）に28歳で急死した先代の二条宗基は竹内式部の門弟として近習たちに近く、かつ養子とは言え青綺門院の甥（妹婿でもある）として外戚の待遇を受けて次期関白の有力候補者でもあった。そのため二条宗基が健在であった場合、竹内式部や近習たちが彼の庇護を受けてこの事件の流れが全く別のものになってしまった可能性があったとする指摘もある。
しかし天皇は再び神書講義再開を求め、近衛は天皇と摂関家の間で妥協点を求め続けていた。これに我慢しきれなくなった一条道香は、6月25日に公卿の武芸稽古や兵具調達の噂を理由に式部を京都所司代に告訴し、28日に式部は町預とされた。幕府からの圧力を口実に、近習たちの一斉排除を狙ったとみられている。しかし、一条と共に講義の中止を求めていた武家伝奏の柳原と広橋は、幕府の介入によって却って朝幕関係が悪化することを警戒した。京都所司代も、具体的な物証のない段階でのこの告発は朝廷内の権力争いに幕府を巻き込むものではないかと見て、積極的な捜査を行わなかった。近衛も取りあえず式部の門弟である公家を自主的に謹慎させ、様子を見ようとした。しかし、突然自主的な謹慎を要請された近習らはこれを式部の拘禁と共に摂関家の陰謀とみなして、天皇に対して自分たちの無実を訴える内奏を始めた。
7月18日、近衛内前と姉小路公文は桃園天皇と会い、竹内式部とその門弟である公家の主張の問題点を記した文書を読み上げ、その中で門弟達が「式部流を学べば自然と天下が手に入り、将軍より天下政道の返上が行われる」と主張し、摂家がそれに対して反論していることを天皇に伝えている。同日、天皇寵愛の掌侍であった梅園久子は、天皇の身辺に置いてあった文書が目に入り、その内容の重大さから急いで中身を書き写して青綺門院に届出、その日のうちに近衛内前や一条道香にも伝えられた。それは一条道香を告発する近習の勘解由小路資望の内奏書であった。23日、近衛邸に近衛内前・一条道香・九条尚実・鷹司輔平が集まった。彼らは他の近習たちも同様の行動を起こしていると推測し、天皇と摂関家の全面対決に発展する前に天皇に近習たちの排除を迫ることで合意した。また同日には、竹内式部が正式に京都町奉行に拘束されている。
7月24日、近衛内前・一条道香・九条尚実・鷹司輔平が御所の御学問所で天皇と面会した。摂関家を代表して近衛が竹内式部とその門弟が幕府に対する批判的な言動を行っていることを指摘し、また式部が町奉行所に拘束されたことを理由に門弟である近習やその他の公家の蟄居・遠慮処分をすべきであると述べた。天皇がそれを拒否すると、他の出席者が門弟たちからの内奏書を見せて貰いたいと要求した。天皇は西洞院時名の内奏書を常御所から持ち出して出席者に提示したが、既に勘解由小路資望の内奏書の存在を知っている面々は（西洞院の）1通だけではないと納得せず問答となった。その後、近衛内前が一旦退出して、姉小路定子より彼女が確保した内奏書の束を受け取ると御学問所に戻り、その内容を読み上げ始めた。その中には近習たちがその立場を利用して、摂関家の人々が天皇に面会できないようにしたり、儀式などの準備をサボタージュして政務を混乱させるなど、摂関家を朝廷から事実上排除する具体的な方法を述べているものもあった。それを聞いた九条と一条が近習たちの即時処分を要求し、近衛もそれがなければ摂関家はその他役付と共に職務放棄をすることを宣言した。ここに至って天皇も処分を近衛に一任することを認めた。これを受けた近衛はその日のうちに天皇近習7名（徳大寺・正親町三条・烏丸・坊城・中院・西洞院・高野）の追放を断行、関係した公卿を罷免・永蟄居・謹慎に処した。
この日の様子を伝えた近衛・一条・九条の日記は現存しており、これを素直に辿ると天皇「実母」の女院と「生母」の大典侍の支持を受けた摂家一同が内奏書という物証を摘発し、そこに書かれていた「宮廷クーデター」計画を暴露した上で、摂関家以下の「集団ボイコット」をちらつかせながら天皇を恫喝して処分を認めさせたことになる。一方、桃園天皇の御記（日記）にも同日条が現存しているが、内奏書を突きつけた摂関家の要求に対して不同意ながらこれに応じたこと、特に徳大寺・正親町三条・西洞院・高野の4名は忠臣であるのに退けられるのか、と無念の思いを記している。
ところが京都所司代からは、竹内式部の処分がまだ終わっていないのに幕府の許可も得ず式部の門弟である公卿を多数処分するのは、幕府を無視しているのかという抗議が入れられた。更に江戸幕府からも摂関家に対して同様の詰問が入ることになり、一転して摂関家側が苦境に立たされることになった。8月20日、近衛邸にて近衛・一条・九条・鷹司と武家伝奏の柳原・広橋が会議を開き、今回の処分はあくまでも天皇の意向であること、天皇と摂関家・女院の関係を引き裂いて竹内門弟の近習たちが宮廷の実権を掌握する企みがあり、実際に物証と言える内奏書が存在することなどを記した回答書を京都所司代に提出すると共に、今回の処分は事前に報告すべきであったのにしなかったのは武家伝奏に落度があった旨を伝え、最終的には幕府もこれを追認することになった。
ここで重要なのは、摂関家が江戸幕府に対して処分の理由として挙げ続けたのは、「宮廷クーデター」計画の発覚であった。実際に竹内式部の思想に焦点を当てると、仏教排斥を唱える竹内を嫌悪する一条と、関心が低く竹内門弟である西洞院による進講に陪席してしまった近衛では、明確な温度差があった。また前述のように、公家達の処分の主導的役割を果たしたのも摂家であり、江戸幕府は事後報告を受けてそれを追認したのが実情であった。しかし幕末以降、この事件の背景として当時の朝廷の権力動向よりも、竹内や近習たちの尊王論や倒幕計画に焦点が当てられることになる。
式部は京都所司代の審理を受け、翌宝暦9年（1759年）5月重追放に処せられた。宝暦10年（1760年）4月には先に追放されて永蟄居となっていた7名に加えて、遠慮の処分を受けていた今出川公言・高倉永秀・西大路隆共・町尻説久・町尻説望・桜井氏福・裏松光世の7名を加えた14名が落飾を命じられた。
この事件で幼少の頃からの側近を失った桃園天皇は、一条ら摂関家の振舞いに反発を抱き、天皇と摂関家の対立が激化した。この混乱が収拾されるのは、桃園天皇が22歳の若さで急死する宝暦12年（1762年）以後の事である。また摂関家内部でも、一条道香と近衛内前の確執が激しくなっていった。一条は、桃園天皇の神書講義が近衛との密約の上で再開されて事態を長期化させたことに不満を抱いていた。一方の近衛も、一条の執政期の綱紀の緩みが事件の根幹にあると見ていた。宝暦事件後、天皇の近習など近侍する役職から竹内式部の門弟だけでなく一条家の家礼が排斥され、近衛家の家礼が占めるようになった。宝暦9年10月には、事件で永蟄居になった者の嫡子に出仕を許そうとした近衛に対して、一条が激しく反発して撤回に追い込まれている。さらに宝暦12年（1762年）の元日に、蔵人頭の松木宗済（後の宗美）が失策を重ねて職務放棄をしたことで非参議への昇進という名目で罷免されると、一条は正親町公功を、近衛は櫛笥隆望を後任として推挙して政治工作を繰り広げ、最終的には櫛笥が後任に選ばれている。宝暦事件やそれに続く尊号一件において、摂関家が天皇の意向を押さえ込むことで事態を収拾させたものの、彼らの権力も実際には天皇の意向（叡慮）の独占があって初めて実効性を持つものであった。その矛盾によって、幕末の条約勅許問題を巡って江戸幕府や雄藩が朝廷内部に関与しようとすると、天皇の意向を独占することができなくなった摂関家の立場は急速に弱体化していくことになる。
また、近習を務めていた若手公家が多数処分されたことで、世代交代が上手く行かなかった影響で近習番衆の年齢低下と質的劣化を招き、明和3年（1766年）には勧修寺経逸に対する集団いじめをきっかけとした近習番衆内部の集団同士の対立から讒言騒ぎが発生して、騒ぎを起こした梅園成季らと梅園らの讒言を真に受けて対立する集団の人々を摂政近衛内前に告発をした議奏の山科頼言が処分を受ける事件が起きている。
安永7年（1778年）6月25日、桃園天皇の17回忌を期に桃園天皇の叔父・叔母にあたる公遵法親王（輪王寺門跡）・永皎女王（大聖寺門跡）・尊乗女王（光照院門跡）が宝暦事件関係者の赦免を申し入れた。当時の関白だった九条尚実は後桃園天皇（桃園天皇の子）と相談の上、永蟄居に関しては免除することにした。
徳大寺公城らは、江戸幕府崩壊後の明治24年（1891年）に名誉回復を受け、各々の生前の最終官位から一つ上格の官位の追贈を受けた。